# Demétrio de Gadara
Demétrio de Gadara foi um liberto de Pompeu, para quem Pompeu reconstruiu Gadara, sua cidade natal. Ele era um jovem de alguma inteligência, e abusava da sua boa sorte.
Gadara havia sido tomada, após um cerco, por Alexandre Janeu. Após Pompeu haver submetido os judeus , ele reconstruiu Gadara, que havia sido destruída um pouco antes, como um favor a Demétrio de Gadara, que era seu liberto.
Demétrio, o liberto, era a pessoa que mais tinha influência sobre Pompeu; apesar disso, Pompeu tratava mal a esposa de Demétrio, porque ele não queria que as pessoas pensassem que ela o havia conquistado por sua beleza, que era irrestível e de grande fama.
Plutarco conta algumas histórias sobre a importância de Demétrio. Catão, o filósofo, quando era jovem, visitou Antioquia, para inspecionar a cidade, quando Pompeu não estava lá. Cato viajava a pé, mas seus companheiros a cavalo, e, quando chegou à cidade, foi recebido pelos cidadãos, que formaram dois grupos, vestidos de branco, os jovens de um lado da estrada, e os meninos do outro. Catão se sentiu envergonhado, porque não queria esta honra,  e pediu a seus companheiros que desmontassem, e entrassem com ele. O mestre da cerimônia, porém, perguntou a eles onde eles haviam deixado Demétrio, e quando ele chegaria. Os amigos de Catão riram da situação, mas Catão apenas comentou Ó, cidade desgraçada.
Quando Pompeu recebia outros convidados, Demétrio já se encontrava reclinado, e com a toga atrás de suas orelhas. Os jardins mais caros, adquiridos na Itália por Pompeu, eram chamados de demetrianos, em referência a Demétrio.
Demétrio, ao morrer, tinha uma fortuna de quatro mil talentos.